# Lijst van voetbalinterlands Noord-Korea - Zuid-Korea
Deze lijst van voetbalinterlands is een overzicht van alle officiële voetbalinterlands tussen de nationale teams van Noord-Korea en Zuid-Korea. De landen hebben tot nu toe negentien keer tegen elkaar gespeeld. De eerste ontmoeting, een wedstrijd tijdens de Aziatische Spelen 1978, werd gespeeld in Bangkok (Thailand) op 22 december 1978. Het laatste duel, een kwalificatiewedstrijd voor het Wereldkampioenschap voetbal 2022, werd gespeeld op 15 oktober 2019 in Pyongyang.
Ondanks de doorlopende spanningen tussen beide landen, die elkaar niet erkennen en formeel nog steeds op voet van oorlog staan, verlopen de wedstrijden doorgaans in een vriendelijke sfeer. Bij wedstrijden tegen een derde land juichen de supporters uit het zuiden vaak voor het elftal van het noorden en omgekeerd. Wel hebben politieke bezwaren soms de sportieve gang van zaken gehinderd. Zo moest de kwalificatiewedstrijd van 10 september 2008, formeel een thuiswedstrijd voor Noord-Korea, in Shanghai worden gespeeld omdat de autoriteiten weigerden het Zuid-Koreaanse volkslied in Pyongyang te laten spelen.

## Wedstrijden
| №  | Plaats    | Datum             | Competitie             | Wedstrijd                | Uitslag |
| -- | --------- | ----------------- | ---------------------- | ------------------------ | ------- |
| 1  | Bangkok   | 22 december 1978  | Aziatische Spelen 1978 | Zuid-Korea − Noord-Korea | 0 − 0   |
| 2  | Koeweit   | 28 september 1980 | Azië Cup 1980          | Zuid-Korea − Noord-Korea | 2 − 1   |
| 3  | Bangkok   | 14 november 1981  | Vriendschappelijk      | Noord-Korea − Zuid-Korea | 2 − 0   |
| 4  | Singapore | 16 oktober 1989   | WK 1990 kwalificatie   | Zuid-Korea − Noord-Korea | 1 − 0   |
| 5  | Beijing   | 29 juli 1990      | Dynasty Cup 1990       | Zuid-Korea − Noord-Korea | 1 − 0   |
| 6  | Pyongyang | 11 oktober 1990   | Vriendschappelijk      | Noord-Korea − Zuid-Korea | 2 − 1   |
| 7  | Seoel     | 23 oktober 1990   | Vriendschappelijk      | Zuid-Korea − Noord-Korea | 1 − 0   |
| 8  | Beijing   | 24 augustus 1992  | Dynasty Cup 1992       | Noord-Korea − Zuid-Korea | 1 − 1   |
| 9  | Doha      | 28 oktober 1993   | WK 1994 kwalificatie   | Zuid-Korea − Noord-Korea | 3 − 0   |
| 10 | Jeonju    | 4 augustus 2005   | Oost-Azië Cup 2005     | Zuid-Korea − Noord-Korea | 0 − 0   |
| 11 | Seoel     | 14 augustus 2005  | Vriendschappelijk      | Zuid-Korea − Noord-Korea | 3 − 0   |
| 12 | Chongqing | 20 februari 2008  | Oost-Azië Cup 2008     | Noord-Korea − Zuid-Korea | 1 − 1   |
| 13 | Shanghai  | 26 maart 2008     | WK 2010 kwalificatie   | Noord-Korea − Zuid-Korea | 0 − 0   |
| 14 | Seoel     | 22 juni 2008      | WK 2010 kwalificatie   | Zuid-Korea − Noord-Korea | 0 − 0   |
| 15 | Shanghai  | 10 september 2008 | WK 2010 kwalificatie   | Noord-Korea − Zuid-Korea | 1 − 1   |
| 16 | Seoel     | 1 april 2009      | WK 2010 kwalificatie   | Zuid-Korea − Noord-Korea | 1 − 0   |
| 17 | Wuhan     | 9 augustus 2015   | Oost-Azië Cup 2015     | Zuid-Korea − Noord-Korea | 0 − 0   |
| 18 | Chofu     | 12 december 2017  | Oost-Azië Cup 2017     | Noord-Korea − Zuid-Korea | 0 − 1   |
| 19 | Pyongyang | 15 oktober 2019   | WK 2022 kwalificatie   | Noord-Korea − Zuid-Korea | 0 − 0   |

## Samenvatting
| Competitie        | Totaal gespeeld | Winst Noord-Korea | Gelijk | Winst Zuid-Korea | Doelsaldo Noord-Korea – Zuid-Korea |
| ----------------- | --------------- | ----------------- | ------ | ---------------- | ---------------------------------- |
| WK-kwalificatie   | 7               | 0                 | 4      | 3                | 1 − 6                              |
| Azië Cup          | 1               | 0                 | 0      | 1                | 1 − 2                              |
| Oost-Azië Cup     | 6               | 0                 | 4      | 2                | 2 − 4                              |
| Aziatische Spelen | 1               | 0                 | 1      | 0                | 0 − 0                              |
| Vriendschappelijk | 4               | 2                 | 0      | 2                | 4 − 5                              |
| Totaal            | 19              | 2                 | 9      | 8                | 8 − 17                             |

DPR Korean Football Association · A-internationals · Selecties · Bondscoaches · Noord-Koreaans vrouwenelftal · Noord-Korea U21 · Noord-Korea U20 · Noord-Korea U19 · Noord-Korea U18 · Noord-Korea U17
1959 – 1969 · 
1970 – 1979 · 
1980 – 1989 · 
1990 – 1999 · 
2000 – 2009 · 
2010 – 2019
AC 1980 ·
AC 1992 ·
AC 2011 ·
AC 2015
WK 1966 ·
WK 2010
OS 1964 ·
OS 1976
1959 ·
1960 ·
1961–1964 · 
1965 ·
1966 ·
1967–1972 · 
1973 ·
1974 ·
1975 ·
1976 ·
1977 · 
1978 ·
1979 ·
1980 ·
1981 ·
1982 ·
1983–1984 · 
1985 ·
1986 ·
1987 · 
1988 ·
1989 ·
1990 ·
1991 ·
1992 ·
1993 ·
1994–1997 · 
1998 ·
1999 ·
2000 ·
2001 ·
2002 ·
2003 ·
2004 ·
2005 ·
2006 · 
2007 ·
2008 ·
2009 ·
2010 ·
2011 ·
2012 ·
2013 ·
2014 ·
2015 ·
2016 ·
2017
Afghanistan ·
Australië · 
Bahrein · 
Bangladesh · 
Bolivia · 
Brazilië · 
Bulgarije ·
Burkina Faso ·
Cambodja · 
Canada · 
Chili · 
China · 
Congo-Brazzaville · 
Egypte · 
Filipijnen · 
Finland · 
Griekenland · 
Guam · 
Guinee ·
Hongkong · 
India · 
Indonesië · 
Irak · 
Iran · 
Italië · 
Ivoorkust · 
Japan · 
Jemen · 
Jordanië · 
Kazachstan · 
Kirgizië · 
Koeweit · 
Letland · 
Libanon · 
Macau · 
Maleisië · 
Mali · 
Mexico · 
Mongolië · 
Myanmar · 
Nepal · 
Nigeria · 
Noorwegen · 
Oezbekistan · 
Oman · 
Pakistan ·
Palestina · 
Paraguay ·
Polen · 
Portugal · 
Qatar · 
Saoedi-Arabië · 
Singapore · 
Sovjet-Unie · 
Sri Lanka · 
Syrië · 
Tadzjikistan · 
Taiwan · 
Thailand · 
Turkmenistan · 
Venezuela · 
Verenigde Arabische Emiraten · 
Verenigde Staten · 
Vietnam · 
Zambia · 
Zuid-Afrika · 
Zuid-Korea · 
Zweden
Ivoorkust (2010) ·
KFA · A-internationals · Selecties · Bondscoaches · Zuid-Koreaans vrouwenelftal · Olympisch elftal · Zuid-Korea U21 · Zuid-Korea U20 · Zuid-Korea U19 · Zuid-Korea U18 · Zuid-Korea U17
1940 – 1949 ·
1950 – 1959 ·
1960 – 1969 ·
1970 – 1979 ·
1980 – 1989 ·
1990 – 1999 ·
2000 – 2009 ·
2010 – 2019 ·
2020 − 2029
WK 1954 · 
WK 1986 · 
WK 1990 · 
WK 1994 · 
WK 1998 · 
WK 2002 · 
WK 2006 · 
WK 2010 · 
WK 2014 · 
WK 2018
OS 1948 ·
OS 1964 ·
OS 1988 ·
OS 1992 ·
OS 1996 ·
OS 2000 ·
OS 2004 ·
OS 2008 ·
OS 2012 ·
OS 2016 ·
OS 2020
1948 ·
1949 ·
1950 · 
1951 · 1952 · 
1953 · 
1954 · 
1955 · 
1956 · 
1957 · 
1958 · 
1959 ·
1960 · 
1961 · 
1962 · 
1963 · 
1964 · 
1965 · 
1966 · 
1967 · 
1968 · 
1969 ·
1970 · 
1971 · 
1972 · 
1973 · 
1974 · 
1975 · 
1976 · 
1977 · 
1978 · 
1979 ·
1980 · 
1981 · 
1982 · 
1983 · 
1984 · 
1985 · 
1986 · 
1987 · 
1988 · 
1989 ·
1990 ·
1991 · 
1992 · 
1993 · 
1994 · 
1995 · 
1996 · 
1997 · 
1998 · 
1999 · 
2000 · 
2001 · 
2002 · 
2003 · 
2004 · 
2005 · 
2006 · 
2007 · 
2008 · 
2009 · 
2010 · 
2011 ·
2012 ·
2013 ·
2014 ·
2015 ·
2016 ·
2017 ·
2018 ·
2019 ·
2020 ·
2021 ·
2022 ·
2023 ·
2024
Afghanistan ·
Algerije ·
Angola ·
Argentinië ·
Australië ·
Bahrein ·
Bangladesh ·
België ·
Bolivia ·
Bosnië en Herzegovina ·
Brazilië ·
Brunei ·
Bulgarije ·
Burkina Faso ·
Cambodja ·
Canada ·
Chili ·
China ·
Colombia ·
Costa Rica ·
Cuba ·
Denemarken ·
Duitsland ·
Ecuador ·
Egypte ·
El Salvador ·
Engeland ·
Filipijnen ·
Finland ·
Frankrijk ·
Georgië ·
Ghana ·
Griekenland ·
Guam ·
Guatemala ·
Haïti ·
Honduras ·
Hongarije ·
Hongkong ·
IJsland ·
India ·
Indonesië ·
Irak ·
Iran ·
Israël ·
Italië ·
Ivoorkust ·
Jamaica ·
Japan ·
Jemen ·
Joegoslavië ·
Jordanië ·
Kameroen ·
Kazachstan ·
Kenia ·
Kirgizië ·
Koeweit ·
Kroatië ·
Laos ·
Letland ·
Libanon ·
Libië ·
Luxemburg ·
Macau ·
Malediven ·
Maleisië ·
Mali ·
Malta ·
Marokko ·
Mexico ·
Moldavië ·
Mongolië ·
Myanmar ·
Nederland ·
Nepal ·
Nieuw-Zeeland ·
Nigeria ·
Noord-Ierland ·
Noord-Korea ·
Noord-Macedonië ·
Noorwegen ·
Oekraïne ·
Oezbekistan ·
Oman ·
Pakistan ·
Palestina ·
Panama ·
Paraguay ·
Peru ·
Polen ·
Portugal ·
Qatar ·
Roemenië ·
Rusland ·
Saoedi-Arabië ·
Schotland ·
Senegal ·
Servië ·
Servië en Montenegro ·
Singapore ·
Slowakije ·
Soedan ·
Spanje ·
Sri Lanka ·
Syrië ·
Tadzjikistan ·
Taiwan ·
Thailand ·
Togo ·
Trinidad en Tobago ·
Tsjechië ·
Tunesië ·
Turkije ·
Turkmenistan ·
Uruguay ·
Venezuela ·
Verenigde Arabische Emiraten ·
Verenigde Staten ·
Vietnam ·
Wales ·
Wit-Rusland ·
Zambia ·
Zuid-Jemen ·
Zuid-Vietnam ·
Zweden ·
Zwitserland
Algerije (2014) · 
Australië (2015, 2) ·
België (2014) · 
Duitsland (2018) · 
Frankrijk (2006) · 
Griekenland (2010) ·
Mexico (2018) ·
Nigeria (2010) · 
Portugal (2022) · 
Rusland (2014) · 
Togo (2006) · 
Zweden (2018) ·
Zwitserland (2006)